# Juan Pellón Fernández-Fontecha
Juan Pellón Fernández-Fontecha   (Santander, 21 de gener de 1955) és un jugador d'hoquei sobre herba càntabre, ja retirat, guanyador d'una medalla olímpica.
Membre del Club de Tennis Santander, va participar als 21 anys en els Jocs Olímpics d'Estiu de 1976 realitzats a Mont-real (Canadà), on va aconseguir guanyar un diploma olímpic en la competició masculina d'hoquei sobre herba en finalitzar sisè en la competició olímpica. En els Jocs Olímpics d'Estiu de 1980 realitzats a Moscou (Unió Soviètica) va aconseguir guanyar la medalla de plata.